# Death
Death (v překladu do češtiny smrt) byla americká death metalová skupina založená v Altamonte Springs na Floridě roku 1983 kytaristou Chuckem Schuldinerem (který se později stal jediným zpěvákem kapely), bubeníkem/zpěvákem Kamem Lee a kytaristou Rickem Rozzem. Kapela Death, vzešlá z prostředí, které se později stalo floridskou deathmetalovou scénou, je považována za průkopníka tohoto žánru. Debutové album kapely z roku 1987 Scream Bloody Gore je všeobecně považováno za jedno z prvních death metalových alb, vedle prvních alb skupin Possessed a Necrophagia. Někteří kritici jejich první album popisují jako "death metal's first archetypal document". Nejprve se jmenovala Mantas, ale od roku 1984 nesla název Death.
Death měla neustále se měnící sestavu; jediným stálým členem byl Schuldiner, výjimkou byla jen jedna evropská tour. Styl kapely se také vyvíjel – od syrového zvuku prvních dvou alb až k propracovanějšímu projevu v pozdějším období. Hudební publicisté Schuldinera nazývají jako "father of death metal" (otec death metalu) nebo "metal philosopher" (metalový filosof). Po jeho smrti roku 2001 skupina ukončila činnost.

## Historie

### První léta
Skupinu Death založil v roce 1983 v Orlandu Chuck Schuldiner pod jménem Mantas. Společně s Kamem Leem a Rickem Rozzem začal skládat písně. Téhož roku vydali demo Death By Metal. V roce 1984 se skupina přejmenovala na Death a vydala další demo Reign of Terror. V roce 1985 po vydání dema Infernal Death ovšem Schuldiner vyhodil Kama Leeho a Ricka Rozze, aby je nahradil dvěma členy skupiny Repulsion – baskytaristou Scottem Carlsonem a kytaristou Mattem Olivem, nepodařilo se mu ovšem najít bubeníka, následně skupinu opět rozpustil a přestěhoval se do San Francisca, kde najal bubeníka Erica Brechta ze skupiny DRI, nebyl ovšem spokojen s tímto složením a vrátil se zpět na Floridu, ale bez skupiny. V roce 1986 dostal nabídku od kanadské skupiny Slaughter, aby hrál na jejich albu. Tuto nabídku přijal a odcestoval do Kanady, zde ovšem vydržel pouze dva týdny, poté se vrátil na Floridu a pak opět odcestoval do San Francisca, kde se spojil s Chrisem Reifertem. Nahráli spolu demo Mutilation, které vedlo k podepsání kontraktu se společností Combat Records a v roce 1987 skupina vydala své debutové album Scream Bloody Gore. Skupina měla krátce druhého kytaristu Johna Handa, který nikdy nehrál na žádné desce ani během živých vystoupení, ačkoli na této desce je uveden. Poté ale Chuck Schuldiner opustil Chrise Reiferta, vrátil se na Floridu a zde se spojil se svým dřívějším spoluhráčem Rickem Rozzem a dvěma členy jeho skupiny Massacre, Terry Butlerem a Billem Andrewsem.

### Období 1988-1992
V roce 1988 nahrála tato sestava album Leprosy.[zdroj?] Po turné na podporu alba, které obsahovalo i zastávku v Evropě, byl v roce 1989 ze skupiny vyhozen Rick Rozz, na turné po Mexiku za něj dočasně zaskočil Paul Masvidal, konečnou náhradou se stal James Murphy, se kterým bylo nahráno třetí album Spiritual Healing v létě 1989. Murphy byl nicméně poměrně rychle vyhozen. V tomto období opustil Chuck Schuldiner od hrůzy jako námětu textů, nahradily je texty zaměřené spíše na kritiku společnosti. S tím souvisí také vývoj herního stylu skupiny, který se od více brutálního stylů death metalu posunul k více komplexnímu progressive death metalu. V roce 1990, doslova v předvečer evropského turné, se Schuldiner postavil proti cestování do Evropy, argumentoval tím, že turné nebylo adekvátně zorganizováno. Bill Andrews a Terry Butler ovšem v tomto turné pokračovali pod jménem Death a na místo Schuldinera najali kytaristu Waltera Trachslera a zpěváka Louie Carrisaleze. Schuldiner následně oba dva ze skupiny vyhodil.
V následujících letech opustil Schuldiner myšlenku jednotné fungující sestavy a začal pracovat pouze s najímanými muzikanty, najal tedy baskytaristu Stevea DiGiorgia, bubeníka Seana Reinerta a kytaristu Paula Masvidala, který předtím ve skupině již krátce působil. V roce 1991 vydala kapela album Human, které se považuje za techničtější a progresivnější než jejich předchozí práce, také se jedná o dodnes nejprodávanější album skupiny v její historii. Vzešlo z něj také první video, které kdy skupina natočila, jedná se o klip ke skladbě Lack of Comprehension. Brzy byl kvůli povinnostem se svojí základní kapelou Sadus donucen Steve DiGorgio k odchodu a na následujícím turné probíhajícím od října 1991 do března 1992, jej nahradil Skott Carino, poté se ale DiGiorgio vrátil.

### Poslední léta (1993-2001)
V roce 1993 opustili skupinu Sean Reinert a Paul Masvidal, aby se mohli věnovat své domovské kapele Cynic, a Schuldiner, který se je marně pokoušel přesvědčit k pokračování, na jejich místo najal Gena Hoglana z nedávno rozpuštěné thrashmetalové skupiny Dark Angel a spolupracoval s kytaristou Andy LaRocquem z King Diamond na albu Individual Thought Patterns. Larocque byl ovšem velmi zaměstnán svojí domovskou formací, a tak jej Schuldiner nahradil téměř neznámým Ralphem Santollou. V tomto období se Death nacházeli na vrcholu své popularity. V roce 1994 rozvázali svůj kontrakt s nahrávací společností Relativity a přešli pod Roadrunner Records, jejich evropského distributora. V roce 1995 pro nahrávání alba Symbolic přišli undergroundoví floridští muzikanti Kelly Conlon a Bobby Koelble, zaujali místa po Santolla a DiGiorge. Během následujícího turné účinkoval na pozici baskytaristy Brian Benson.
Po albu Symbolic Schuldiner skupinu rozpustil a rozvázal všechny vztahy s Roadrunner Records a začal psát skladby pro svou novou kapelu Control Denied. V tomto období krátce pracoval s floridským studiovým kytaristou Jamesem Hoganem. Schuldiner ale ještě musel podle smluvních vztahů nahrát pod jménem Death alespoň jedno album pod hlavičkou nahrávací společnosti Nuclear Blast, obnovil tedy skupinu Death s floridskými muzikanty Richardem Christym, Shannonem Hammem a Scottem Clendeninem a nahrál album The Sound of Perseverance, které vyšlo v roce 1998 a na němž měl údajně použít písně napsané pro Control Denied, toto tvrzení ale Schuldiner popřel.
Po vydání alba a dvou následujících turné Schuldiner skupinu opět rozpustil a společně s Christym a Hammem se zabýval svojí formací Control Denied, připojili se k nim Steve DiGorgio, který byl opět dostupný, a undergroundový powermetalový zpěvák Tim Aymar. Po dokončení debutového alba byla Schuldinerovi diagnostikována rakovina mozku, to vedlo ke zrušení plánů na turné po USA a Kanadě. V období, kdy pracoval na druhé desce, se jeho stav zlepšil, ale choroba jej zanechala v oslabeném a zranitelném stavu, dostal zápal plic a musel být hospitalizován. 13. prosince 2001 byl z nemocnice propuštěn domů, kde byl o hodinu později nalezen mrtev.

## Sestava

### Poslední známá sestava
- Chuck Schuldiner – zpěv, kytara, skladatel (1983–2001)
- Shannon Hamm – kytara (1996–2001)
- Scott Clendenin – baskytara (1996–2001)
- Richard Christy – bicí (1996–2001)

### Dřívější členové

#### Kytaristi
- Chuck Schuldiner – (hrál od vzniku roku 1983 až do své smrti v roce 2001)
- Rick Rozz (Frederick DeLillo) – (1983–1985, 1987–1989)
- Matt Olivo – (1985)
- John Hand – (nehrál na žádné studiovce ani živáku, ale je uveden na Scream Bloody Gore[5]) (1987)
- Paul Masvidal – (1989, 1991–1992)
- Albert Gonzalez – (1990)
- James Murphy – (1989)
- Andy LaRocque (Anders Allhage) – (1993)
- Ralph Santolla – (1993)
- Craig Locicero – (1993)
- Bobby Koelble – (1995)
- Shannon Hamm – (1996-2001)

#### Baskytaristi
- Scott Carlson – (1985)
- Erik Meade – (1985)
- Chuck Schuldiner – (Mutilation demo, Scream Bloody Gore & nezmíněn na Leprosy[6])
- Terry Butler – (1987–1990)
- Steve DiGiorgio – (1986, 1991, 1993)
- Skott Carino – (1991–1992)
- Kelly Conlon – (1995)
- Brian Benson – (Symbolic Tour)

#### Bubeníci
- Kam Lee (Barney Lee) – (1983–1985; zpěv)
- Eric Brecht – (1985)
- Chris Reifert – (1986–1987)
- Bill Andrews – (1987–1990)
- Sean Reinert – (1991–1992)
- Gene Hoglan – (1993–1995)
- Richard Christy – (1996–2001)

## Diskografie

### Dema
- Death by Metal (jako Mantas, 1983)
- Live in Tampa (demo, 1984)
- Reign of Terror (demo, 1984)
- Live at Ruby's Pub (live-demo, 1984)
- Infernal Death (demo, 1985)
- Rigor Mortis (demo, 1985)
- Back from the Dead (demo, 1985)
- Infernal Live (demo, 1985)
- Mutilation (demo, 1986)

### Alba
- Scream Bloody Gore (1987)
- Leprosy (1988)
- Spiritual Healing (1990)
- Human (1991)
- Individual Thought Patterns (1993)
- Symbolic (1995)
- The Sound of Perseverance (1998)

### Živé koncerty
- Live in L.A. (Death & Raw) (2001)
- Live in Eindhoven (2001)

### Kompilace
- Fate: The Best of Death (1992)